# Nesi
Luiz Ferreira Nesi (ur. 15 listopada 1902, zm. ?) – brazylijski piłkarz znany jako Nesi, defensywny pomocnik.
Urodzony w Rio de Janeiro Nesi karierę piłkarską rozpoczął w 1920 roku w klubie São Cristóvão Rio de Janeiro. Jako gracz klubu São Cristóvão był w kadrze reprezentacji podczas turnieju Copa América 1922, gdzie Brazylia zdobyła mistrzostwo Ameryki Południowej. Nesi nie zagrał w żadnym meczu. W tym samym roku miał swój udział w zwycięskim turnieju Copa Julio Roca 1922, gdzie Brazylia pokonała 2:1 Argentynę.
Wciąż jako gracz klubu São Cristóvão wziął udział w fatalnym turnieju Copa América 1923, gdzie Brazylia zajęła ostatnie, czwarte miejsce. Nesi zagrał we wszystkich trzech meczach – z Paragwajem, Argentyną i Urugwajem.
W São Cristóvão grał do 1925 roku, po czym w 1926 został graczem klubu CR Vasco da Gama, z którym w 1929 roku zdobył mistrzostwo stanu Rio de Janeiro.